# Walnut Creek
Walnut Creek és una població dels Estats Units a l'estat de Califòrnia. Segons el cens del 2000, Walnut Creek tenia 64.296 habitants, 30.301 habitatges, i 16.544 famílies. La densitat de població era de 1.246,9 habitants/km².
Dels 30.301 habitatges en un 20,9% hi vivien nens de menys de 18 anys, en un 45,7% hi vivien parelles casades, en un 6,7% dones solteres, i en un 45,4% no eren unitats familiars. En el 38% dels habitatges hi vivien persones soles el 19,7% de les quals corresponia a persones de 65 anys o més que vivien soles. El nombre mitjà de persones vivint en cada habitatge era de 2,09 i el nombre mitjà de persones que vivien en cada família era de 2,78.
Per edats la població es repartia de la següent manera: un 17,6% tenia menys de 18 anys, un 5,2% entre 18 i 24, un 27,1% entre 25 i 44, un 24,8% de 45 a 60 i un 25,3% 65 anys o més.
L'edat mediana era de 45 anys. Per cada 100 dones de 18 o més anys hi havia 81,5 homes.
La renda mediana per habitatge era de 63.238 $ i la renda mediana per família de 83.794 $. Els homes tenien una renda mediana de 66.482 $ mentre que les dones 45.220 $. La renda per capita de la població era de 39.875 $. Entorn de l'1,7% de les famílies i el 3,7% de la població estaven per davall del llindar de pobresa.

## Poblacions properes
El següent diagrama mostra les poblacions més properes.

## Persones il·lustres
- Christy Turlington, model.